# ドキドキ☆ズキンズ
ドキドキ☆ズキンズは、笹木竹丸の漫画作品。「ChuChu」(小学館)2007年2月号から2008年3月号にかけて連載された。

## ストーリー
「トアル森」で無意味に修行している、ズキンズ3人のおりなすギャグストーリー。「ズキンズ」という名前の由来は、皆頭巾をかぶっているからである。

## 登場キャラクター
ぱる
ズキンズの1人。あわてんぼうな性格。
使える忍法は、ネコズキン忍法「木の葉ダンス」。
一人称は「ぼく」だが、作者曰く女らしい。
ろんろん
ズキンズの1人。ぱるやぺーじに比べると、乱暴な口調である。
使える忍法は、ネズキン忍法「風使い」「逆風のシレン」。
ぺーじ
ズキンズの1人。のんびりやな性格。
使える忍法は、イヌズキン忍法「呼びよせ」。
てるてる先生
トアル中学校の、ズキンズたちの教師。のはずだが、黒板にチョークで自分の名前を書くだけで疲れ、授業中でも寝る。
身長10cm。

## 世界
- トアル森

ズキンズが修行している森。
- トアルベーカリー

トアル森の中にあるパン屋。「限定1名様夢の朝食パン」というパンがある。
- トアル中学校

ズキンズが通っている学校。だるいことが理由で休んだりしている。